# الذئب والأسد
الذئب والأسد (بالإنجليزية: The Wolf and the Lion)‏ هي الحلقة الخامسة من الموسم الأول من المسلسل الفانتازي صراع العروش، والمُقتبس من سلسلة روايات أغنية الجليد والنار للمؤلف جورج ر. ر. مارتن، وهي الحلقة رقم 5 من المسلسل ككل. عُرضت الحلقة لأول مرة في 15 مايو 2011، على شبكة إتش بي أو المُنتجة للمسلسل، وكانت من كتابة ديفيد بينيوف، ودي. بي. وايس، ومن إخراج براين كيرك.

## ملخص الحلقة
يرفض (نيد) خطة (روبرت) لاغتيال (فايسرس) و (دينريس تارغاريان) بعد أن أنبأه جواسيسه أنهم يجمعون جيشاً للهجوم على المملكة، ويستقيل (نيد) من كونه ساعد الملك نتيجة لذلك. تصل (كاتلين) برفقة سجينها (تيريون) إلى قلعة شقيقتها (ليزا) في مدينة «إيري» ويُسجن هناك. تصل أنباء القبض على (تيريون) إلى العاصمة، فيذهب (جايمي) لاستجواب (نيد)؛ ويقوم بمبارزته رجلاً لرجل إلا أن أحد الجنود يطعن (نيد) في ساقه. ثم يذهب (جايمي) إلى «إيري» لإنقاذ شقيقه.

## الإنتاج
سيناريو الحلقة كان من كتابة ديفيد بينيوف، ودي. بي. وايس، وأُختير براين كيرك لإخراجها. كان ماركو بونتيكورفو مديرًا لتصوير الحلقة، وفرانسيس باركر محررةً لها، أما موسيقى الحلقة التصويرية فكانت من تلحين رامين جوادي.

## نسب المشاهدة
| الموسم | الموسم | رقم الحلقة | رقم الحلقة | رقم الحلقة | رقم الحلقة | رقم الحلقة | رقم الحلقة | رقم الحلقة | رقم الحلقة | رقم الحلقة | رقم الحلقة | المتوسط |
| الموسم | الموسم | 1          | 2          | 3          | 4          | 5          | 6          | 7          | 8          | 9          | 10         | المتوسط |
| ------ | ------ | ---------- | ---------- | ---------- | ---------- | ---------- | ---------- | ---------- | ---------- | ---------- | ---------- | ------- |
|        | 1      | 2.22       | 2.20       | 2.44       | 2.45       | 2.58       | 2.44       | 2.40       | 2.72       | 2.66       | 3.04       | 2.52    |
|        | 2      | 3.86       | 3.76       | 3.77       | 3.65       | 3.90       | 3.88       | 3.69       | 3.86       | 3.38       | 4.20       | 3.80    |
|        | 3      | 4.37       | 4.27       | 4.72       | 4.87       | 5.35       | 5.50       | 4.84       | 5.13       | 5.22       | 5.39       | 4.97    |
|        | 4      | 6.64       | 6.31       | 6.59       | 6.95       | 7.16       | 6.40       | 7.20       | 7.17       | 6.95       | 7.09       | 6.84    |
|        | 5      | 8.00       | 6.81       | 6.71       | 6.82       | 6.56       | 6.24       | 5.40       | 7.01       | 7.14       | 8.11       | 6.88    |
|        | 6      | 7.94       | 7.29       | 7.28       | 7.82       | 7.89       | 6.71       | 7.80       | 7.60       | 7.66       | 8.89       | 7.69    |
|        | 7      | 10.11      | 9.27       | 9.25       | 10.17      | 10.72      | 10.24      | 12.07      | غ/م        | غ/م        | غ/م        | 10.26   |
|        | 8      | 11.76      | 10.29      | 12.02      | 11.80      | 12.48      | 13.61      | غ/م        | غ/م        | غ/م        | غ/م        | 11.99   |

## وصلات خارجية
- الذئب والأسد على موقع IMDb (الإنجليزية)
- الذئب والأسد على موقع ميتاكريتيك (الإنجليزية)
- الذئب والأسد على موقع روتن توميتوز (الإنجليزية)
- الذئب والأسد على موقع أول موفي (الإنجليزية)